# アンティオコス6世ディオニュソス
アンティオコス6世ディオニュソス（ギリシア語: Αντίοχος ΣΤ΄ Διόνυσος, 紀元前148年 - 紀元前142年1月）は、セレウコス朝の王。アレクサンドロス1世と、プトレマイオス朝の王プトレマイオス6世の娘クレオパトラ・テアの子。

## 生涯
アンティオコス6世は実際にセレウコス朝の王として統治することはなかった。紀元前145年または紀元前144年に、デメトリオス2世の対立王としてディオドトス・トリュフォンによって擁立された。アンティオコス6世はディオドトス・トリュフォンの操り人形に過ぎなかった。紀元前142年または紀元前141年に幼い王は死んだ。死因については、ディオドトス・トリュフォンによって暗殺されたという記録や、手術中に死んだという記録もある。

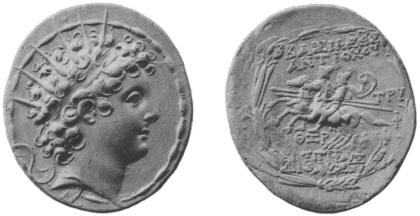
アンティオコス6世のコイン。裏面には馬に乗ったディオスクーロイが描かれている。ギリシア語で ΒΑΣΙΛΕΩΣ ΑΝΤΙΟΧΟΥ（アンティオコス王）とある。日付は169（紀元前144年~143年に相当する）とある。